# Tylihul
Tylihul (ukrajinsky Тилігул) je řeka v Oděské oblasti na Ukrajině. Je 173 km dlouhá. Povodí má rozlohu 3550 km².

## Průběh toku
Pramení na Podolské vysočině a na horním toku teče v dolině široké jen 1 až 1,5 km. Níže protéká Černomořskou nížinou a dolina se rozšiřuje až na 3 km, přičemž šířka řečiště je 10 až 20 m. Ústí do Tylihulského limanu Černého moře.

## Vodní stav
Zdrojem vody jsou převážně sněhové srážky. Průměrný průtok vody ve vzdálenosti 29 km od ústí činí 0,74 m³/s. Vysychá na horním a středním toku na 5 až 7 měsíců.

## Využití
Využívá se na zavlažování. Na řece leží město Berezivka.